# Островская, Лидия Николаевна
Ли́дия Никола́евна Остро́вская по мужу Кордю́м (укр. Лідія Миколаївна Островська-Кордюм; 18 марта 1909, Киев, Российская империя, ныне Украина — 8 декабря 1986, там же) — украинская актриса и режиссёр-документалист. Заслуженный деятель искусств Украинской ССР (1960).

## Биография
В 1928 году окончила Киевский музыкально-драматический институт имени Лысенко. В 1928—1933 годах снималась в фильмах Киевской киностудии, как правило, в фильмах своего мужа. В 1935—1940 годах — ассистент режиссёра на киностудиях Ташкента и Киева. В 1944—1981 годах — режиссёр-постановщик Киевской киностудии научно-популярных фильмов. Она сняла ряд кинопортретов и фильмы, посвящённые теме «Человек и природа». Член КПСС с 1964 года.
Муж — Арнольд Кордюм, актёр и кинорежиссёр, сын — Виталий Кордюм, генетик.

## Избранная фильмография

### Актриса
- 1928 — Джальма — Джальма
- 1929 — Ветер с порогов — Марина, дочь Остапа
- 1930 — Мирабо — девушка-работница
- 1932 — Праздник Унири — Берта
- 1934 — Последний порт — работница

### Режиссёр
- 1954 — Тарас Шевченко - художник
- 1956 — Иван Франко
- 1958 — Михаил Коцюбинский
- 1961 — Думы Кобзаря
- 1963 — Рассказы о Шевченко
- 1964 — Ульяновы в Киеве
- 1966 — Наш Рыльский
- 1967 — Александр Грин
- 1970 — Александр Корнейчук
- 1971 — Татьяна Яблонская
- 1971 — В этом прекрасном и яростном мире
- 1972 — Маскарад шестиногих
- 1973 — Словарь насекомых
- 1974 — Шестое чувство
- 1975 — По законам природы
- 1976 — Под знаком гена
- 1976 — Тритикале - новая зерновая культура
- 1978 — Живущие рядом
- 1980 — Селекционный центр в Мироновке

## Награды
- 1950 — Медаль «За трудовое отличие» (6 марта 1950) — за выдающиеся заслуги в развитии советской кинематографии, в связи с 30-летием[1]
- 1960 — Заслуженный деятель искусств Украинской ССР
- 1975 — почетный диплом XXIX конгресса МАНК, Эйндховен, Нидерланды («Шестое чувство»)
- 1976 — Специальный приз за режиссуру V Всесоюзного кинофестиваля сельскохозяйственных фильмов («Тритикале - новая зерновая культура»)
- 1980 — диплом МКФ сельскохозяйственных фильмов стран членов СЭВ («Живущие рядом»)
- Орден Трудового Красного Знамени